# Dervish (band)

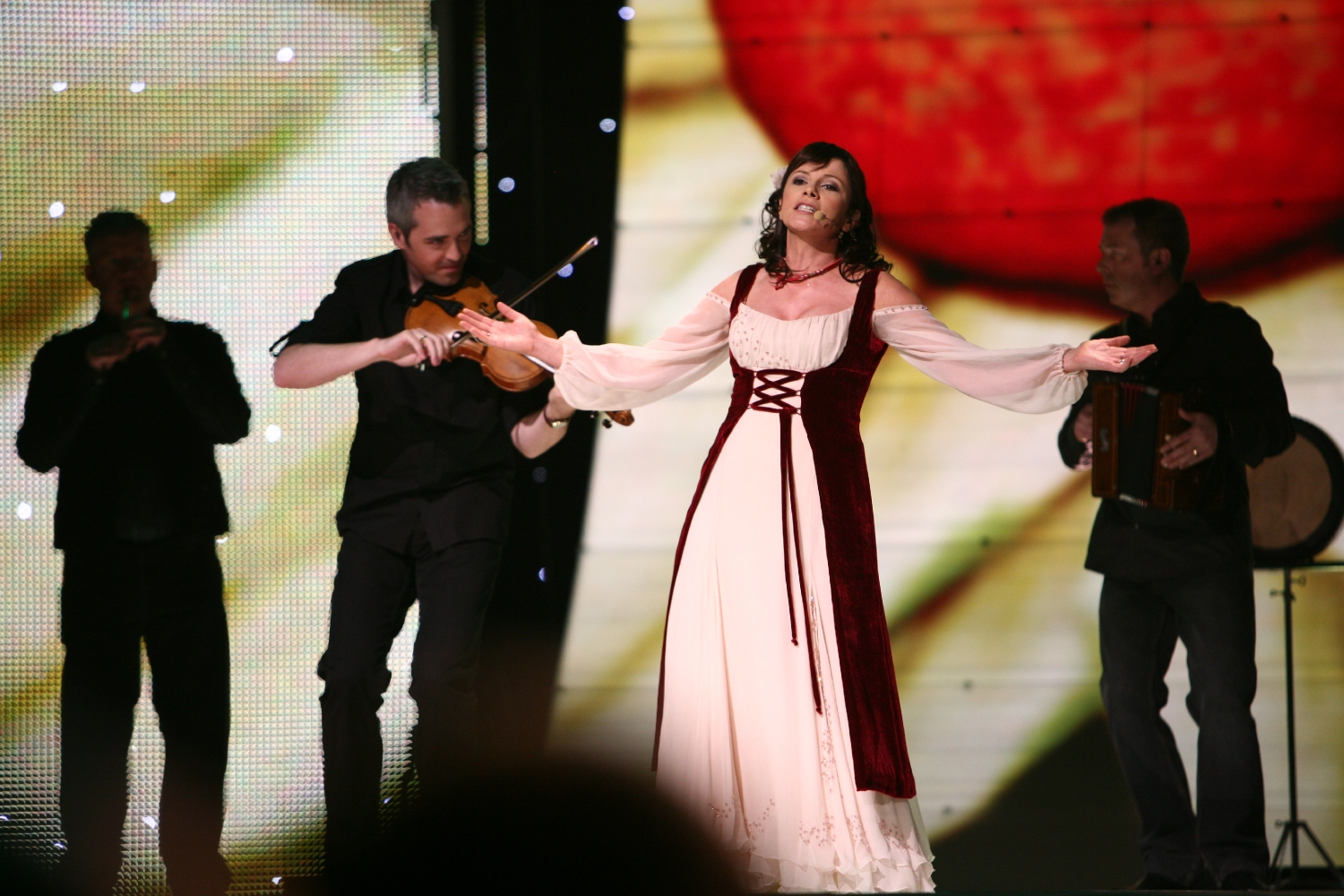
Dervish tijdens het Eurovisiesongfestival 2007

Dervish is een Ierse band.

## Bandleden
- Brian McDonagh - mandoline
- Liam Kelly - fluit
- Tom Morrow - viool
- Shane Mitchell - accordeon
- Michael Holmes- bouzouki
- Cathy Jordan - zang, bodhrán

## Geschiedenis
In 1989 vormden vijf muzikanten, Liam Kelly, Shane Mitchell, Martin Mc Ginley, Brian Mc Donagh en Michael Holmes de groep. Na 2 jaar voegde Cathy Jordan zich bij de groep. Nadat hun eerste album werd uitgebracht werd de groep bekend en toerden ze rond en speelden op vele folkfestivals.
Met het album Playing with fire stond de band aan de top van de Ierse folkhitparade. Ook internationaal had de groep succes en Dervish begon zich op de Amerikaanse markt te richten. Ook de volgende jaren bleef de groep succes hebben.
In 2006 ging Dervish in op een uitnodiging van de Ierse omroep om namens Ierland deel te nemen aan het Eurovisiesongfestival van 2007 in Helsinki. In een speciale show werd het nummer They can't stop the spring uitgekozen als inzending. Door het goede resultaat van Brian Kennedy in 2006 mocht de groep op 12 mei meteen in de finale aantreden. 
De deelname van Dervish werd legendarisch, maar niet in positieve zin. De groep zorgde ervoor dat Ierland voor het eerst in de geschiedenis van het songfestival op de allerlaatste plaats eindigde. Europa had slechts vijf punten voor Dervish over.

## Discografie

### Harmony Hill (1993)
- Apples in Winter
- Hills of Greenmore
- Fields of Milltown
- Bellaghy Fair
- The Ploughman
- The Green Mountain
- Welcome Poor Paddy
- Jig C Jig
- The Fair Maid
- Virginia Set
- A Stor Mo Chroi
- Slides and Reels

### Playing with fire (1995)
- Buckley's Fancy
- Molly And Johnny
- Last Nights Fun
- Wheels Of The World
- Maire Mor
- I Buried My Wife
- The Hungry Rock
- Cailin Rua
- Ash Plant Set
- Peigin Mo Chroi
- The Game Of Love
- Willie Lennox
- Let Down The Blade

### End of the day (1996)
- Touching cloth
- Ar Eirinn ni neosfainn
- Jim Coleman's set
- An spailpin fanach
- Packie Duignan's
- Lone shanakyle
- Drag her round the road
- Peata beag
- Trip to Sligo
- Sheila Nee Iyer
- Kilavill set
- I courted a wee girl
- Josefin's waltz
- Eileen McMahon

### Live in Palma (1997)
- Packie Duigan's
- Spailpin Fanach
- Slow Reels
- Sheila Nee Iyer
- The Trip To Sligo
- The Hungry Rock
- Ar Eirinn Ni Neosfainn
- Molly and Johnny
- The Green Mountain
- I Courted A Wee Girl
- Round The Road
- Maire Mhor
- I Buried Me Wife
- Hills Of Greanmore
- Worlds End
- Peata Beag
- Pheigin Mo Chroi
- Jim Coleman's
- Happy Birthday
- Lough Eirn's Shore
- Killavil Jigs
- Allellu Na Gamhna

### MidSummer Nights (1999)
- Midsummer's Night
- Sean Bhain
- Tenpenny Bit
- Sweet Viledee
- Palmer's Gate
- Erin Gra mo Chroi
- Lark on the Strand
- Cairns Hill
- Maid Father's Garden
- Abbeyfeale Set
- An T-Uil
- Bold Doherty
- Out on the Road
- Red Haired Mary

### Decade (2001)
- The Kilavill Set
- Molly and Johnny
- The Lark in the Strand
- The Hills of Greanmore
- The Worlds End
- Apples in Winter
- Peigin mo Chroi
- Josefins Waltz
- An Spailpin Fanach
- The Hungry Rock
- Sweet Viledee
- Palmer's Gate
- Ar Eirinn Ni Neosfainn
- Jim Colemans

### Spirit (2003)
- John Blessings L
- An Rógaire Dubh

Na Ceannabháin Bhána
Páidín O Raifeartaí
- Father Jack
- The Fair-Haired Boy
- Siesta Set
- The Soldier Laddie
- Beauties of Autumn
- The Lag's Song
- Boots of Spanish Leather
- O'Raghailligh’s Grave
- Swallows Tail
- The Cocks Are Crowing
- Whelans (Jigs) Trounsdells Cross

### A Healing Heart (2005)
- I courted a wee girl/Josefins Waltz
- A stor mo croi
- Boots of spanish leather
- Willie Lennon
- Erin Gra mo Chroi
- Ar Eireinn Ni Neosfainn Ce Hi
- The fairhaired boy
- Lone Shanakyle
- I hope you still dance
- Josefins Waltz (Reprise)

### Travelling Show (2007)
- Gypsies, Tramps and Thieves
- The Coolea Jigs
- My Bride and I
- The Cat She Went A-Hunting
- The Bealtine Set
- Grainne
- Heading Home
- The Queen and The Soldier
- The Masters Return
- Lord Levett
- The Jolly Tinker
- Cruachan Na Paiste

### The Thrush In The Storm (2013)
- The Green Gowned Lass
- Baba Chonraoi
- Maggie's Lilt
- The Lover's Token
- The Rolling Wave
- Shanagolden
- The Corner House
- The Banks Of The Clyde
- Handsome Polly-O
- Harp And Shamrock
- Snoring Biddy
- The Thrush In The Storm